# Luca Sepe
Luca Sepe (Napoli, 10 novembre 1976) è un cantautore italiano.

## Biografia
Sin da giovanissimo si appassiona alla musica e comincia all'età di quattordici anni, eseguendo cover di Led Zeppelin, Queen e Deep Purple nei locali di Napoli; a dieci anni inizia a scrivere canzoni e a diciannove si dedica al rock, suonando numerosi strumenti. Senza mai tralasciare l'attività canora e musicale in genere, si dedica anche ad altre forme di spettacolo, in particolare alla radiofonia, alla quale approda come speaker e imitatore nel 1996 in Radio Marte Stereo.
I suoi primi successi nazionali risalgono al 1997, quando dopo aver vinto l'Accademia di Sanremo, sotto l'ala del suo scopritore Fausto Leali, partecipa al Festival di Sanremo 1998 con il brano Un po' di te, classificandosi al terzo posto nella categoria Nuove proposte, piazzamento che gli consentì (grazie al regolamento di quell'edizione) di partecipare alla serata finale nella categoria Campioni, ottenendo il settimo posto finale. Il brano sanremese farà parte del suo primo album E il vento farà il resto, prodotto dalla Carosello Records; l'album contiene anche il singolo L'ultimo giorno di sole, con cui parteciperà al Festivalbar.
Sull'onda dei riscontri positivi sanremesi ed estivi, nel 1999 inizia a farsi conoscere al di fuori dei confini nazionali, in America del Nord ed Europa dell'Est. Nel 2002 torna sulle scene italiane partecipando al Festival di Napoli, dove vince il premio della critica, ma non si qualifica per la finale. Pochi giorni dopo è sul mercato con un nuovo album, Secondo Luca, che contiene Solo per lei (canzone del festival partenopeo), caratterizzato da un'inedita vena rock. Ciò porta Luca a crearsi una propria etichetta nel 2004, con la fondazione della "LS Music": inizia qui la sua carriera di produttore.
Nel frattempo continua ad ottenere buoni successi, ed a collezionare una serie di vittorie in numerosi festival quali il terzo posto al Universetalent Prague 2004. Nello stesso anno presenta il suo nuovo album, un extended play dal titolo Capolavoro, ricordato per l'inedito prezzo di solo 50 centesimi di euro. L'EP lo lancia verso l'ennesimo buon successo internazionale, con la vittoria del "Discovery Festival" in Bulgaria. Un anno dopo lancia esclusivamente sul mercato via web, il singolo Stare senza te, e fa da sostenitore a Zucchero Fornaciari nei suoi concerti in Lituania.
Per quel che concerne le altre attività, Luca Sepe ha scritto canzoni per colleghi del panorama canoro partenopeo (da ricordare in particolare la collaborazione con Gigi Finizio nei brani di successo per lui scritti come Musa, La magia del vento, In due parole ed altri). Ha scritto anche per Franco Ricciardi la canzone Non Passa ed è co-autore delle canzoni di Tony Tammaro Super Santos e Non chiamarmi Annarella. Sepe è stato impegnato quotidianamente per 4 anni in un programma radiofonico a carattere regionale (prima su Radio Marte e poi su Radio Kiss Kiss) con il comico-speaker Gianluca Manzieri. Terminata l'esperienza con quest'ultimo nel febbraio del 2008, pochi mesi dopo conduce su Radio Kiss Kiss Napoli, nella stessa fascia oraria, un nuovo programma comico, I Tappi, insieme allo speaker radiofonico Antonio Manganiello. All'interno di questa trasmissione Sepe ha lanciato diverse cover in napoletano di canzoni italiane; tra queste ha avuto particolare risalto Lavezzi, cover di Novembre di Giusy Ferreri dedicata al calciatore Ezequiel Lavezzi e trasmessa per la prima volta il 27 novembre 2008. Sempre nel 2008 ha prestato la sua voce all'attore Biagio Izzo, nel doppiaggio delle parti canore per il Film "Piacere Michele Imperatore".
L'anno dopo dedica ad Edoardo Reja, tecnico friulano che ha riportato il Napoli dalla Serie C fino alla qualificazione in Coppa UEFA, una canzone dal titolo A Reja, con voce camuffata sulla base di "La solitudine" di Laura Pausini. In ambito teatrale, Sepe ha recitato in alcune commedie con ruoli non da protagonista ma nemmeno marginali: fra cui Cuori a perdere (cast composto da Stefano Sarcinelli, Luciana Turina, Carolina Marconi, Manila Nazzaro per la regia di Claudio Insegno), di cui ha curato anche la colonna sonora, cosa che ha fatto anche nel giugno del 2008 per l'opera musicale Andrea di Ciro Villano. Ha cantato come Tenore principale nel Cafè Chantant al teatro Sannazaro a Napoli sia nella stagione 2008/2009 che in quella 2009/2010(cast composto da Lara Sansone, Lucio Pierri, Giulio Adinolfi, Rosario Saccardi e Savio De Martino) ricevendo grande successo cantando canzoni della tradizione napoletana.
Nel 2008-2009 è nel cast di Telegaribaldi, dove interpreta il cantante Mario Da Vinci ed un rapper Metropolitano chiamato Scampy. Dal 2008 conduce "I Soliti TAPPI" dalle 8 alle 10 del mattino tutti i giorni, su Radio Kiss Kiss Napoli; è inoltre referente autorale per Radio Kiss Kiss (da ricordare la canzone "Nouvelle Italie" scritta da lui e Marco Baldini e andata in onda nella trasmissione "Vieni avanti Kiss Kiss" in occasione di uno scherzo di massa per il 1º aprile 2010). Nell'aprile del 2009, la scrittrice Elisabetta Russo, scrive una biografia sull'asso Argentino Ezequiel Lavezzi, e la intitola proprio È Lavezzi, parafrasando il ritornello della canzone di Luca. All'interno del libro il cantautore e la canzone vengono citate più volte, così come nella quarta di copertina.
Dal marzo 2010 interpreta un personaggio chiamato Enzo Napoli, durante la trasmissione "Vieni avanti Kiss Kiss" condotta da Marco Baldini sull'emittente radiofonica nazionale Radio Kiss Kiss. A maggio esce Maradona no, parodia di Malamorenò di Arisa e dedicata al suo idolo Diego Armando Maradona. Il 9 luglio 2010, Luca organizza il primo "Luca Sepe & friends" spettacolo di beneficenza a favore dell'UNICEF. Lo spettacolo, che raccolse alcune migliaia di euro da destinarsi ai bambini dell'Africa, fu organizzato totalmente a spese dello stesso Sepe, e si avvalse della presenza di numerosi ospiti musicali e cabarettistici, tra i quali Gigi Finizio, Lino D'Angiò, Lisa Fusco, Monica Sarnelli. L'evento si ripeté anche nel 2011 e nel 2012.
Dall'ottobre 2010 è ospite fisso della trasmissione Number two, ventennale salotto di sport e spettacolo trasmessa sull'emittente televisiva campana Canale 34 Telenapoli. Sempre sulla stessa emittente, dal dicembre 2010 conduce con Raffaele Auriemma la trasmissione "Tifosi...quelli che parlano", in onda ogni venerdì. Dal 28 al 30 gennaio 2011, è di scena al teatro Sannazaro con Tutto quel po' po' che so fare, opera musicale e comica scritta dallo stesso Luca per la regia di Enzo Coppola. Questa sua prima esperienza da solista in teatro riscuote un ottimo successo di pubblico. Gran parte dello spettacolo, diventa il nuovo show che Luca propone per tutto l'intero anno 2011 sia nei clubs che nel tour estivo. Nel 2011-2012 ha composto la parodia napoletana del tormentone del momento Ai se eu te pego di Michel Teló per Radio Kiss Kiss. A giugno del 2012 esce il suo nuovo album live Meglio dal Vivo...che dal Morto disponibile su iTunes. Sempre nel 2011-2012 ha composto la parodia in dialetto napoletano della canzone Balada di Gusttavo Lima pubblicata sul suo canale ufficiale di YouTube.
Ormai consacrato parodista, continua a mietere successi. Nel novembre 2012 la sua "T'aggia ncatastà" supera in poche settimane il milione di visualizzazioni sul portale YouTube. Nel marzo del 2014, duetta con Oscar Di Maio nel brano satirico P'ati cient'anne, parodia del brano Cient'anne di Gigi D'Alessio e Mario Merola. Nel video, Di Maio veste i panni di Berlusconi e Sepe quelli di Matteo Renzi. Dal 2015, oltre a condurre I soliti tappi con Antonio Manganiello, sull'emittente Radio Kiss Kiss Napoli, è anche co-conduttore con Pippo Pelo del Pippo Pelo show in onda tutte le mattine dalle 7 alle 9 sull'emittente radiofonica nazionale Radio Kiss Kiss. Nello stesso anno fonda un'agenzia di produzione e management di artisti di vario genere.
Ormai parodista consacrato, conta numerosi successi tra i quali Sofia, in duetto con Gigione (2016), e È sparito (2017, parodia di Despacito) in duetto con l'amico e collega Pippo Pelo. Dal febbraio 2018 è impegnato nella produzione del nuovo disco di Daniele Musiani, già suo corista. È produttore di vari youtuber tra i quali Rafelopazz e Carolina (alias Carmine Migliaccio) e anche dei cantanti Deborah Romano e Francesco Minieri. Dal 25 aprile 2019 conduce l'edizione single de I soliti tappi, dalle 8 alle 10 del mattino sempre su Radio Kiss Kiss Napoli, giunta alla 12ª edizione e della quale è unico ideatore e conduttore. Da settembre 2020 ufficializza la sua nuova avventura radiofonica con l'emittente RADIO CRC TARGATO ITALIA per la quale produce il programma quotidiano #MOSTOCCA in onda in contemporanea sulla radio, la tv al canale 620 del dgt e in streaming sulla piattaforma Melarido Crew Channel - dalle 8:30 alle 10:30 del mattino

## Discografia parziale

### Album in studio
- 1998 - E il vento farà il resto
- 2002 - Secondo Luca
- 2004 - Raccogliendo i pensieri

### EP
- 2005 - Capolavoro
- 2007 - Stare senza te
- 2008 - People of Vilnius

### Singoli
- 1998 - Un po' di te

## Partecipazioni al Festival di Sanremo
- Festival di Sanremo 1998 con Un po' di te (Luca Sepe - Michele Schembri - Fausto Leali - Enzo Malepasso) - 3º posto nuove proposte; 7º posto big

## Filmografia
- Tifosi - La vena azzurra del Napoli, regia di Enzo Acri (2011)
- Impepata di Nozze, regia di Angelo Antonucci (2012)
- Un solo minuto, regia di Luigi Addate e Matteo Cispone - cortometraggio (2017)